# Вильц
Вильц (люкс. Wolz, фр. Wiltz) — коммуна в Люксембурге, располагается в округе Дикирх. Коммуна Вильц является частью кантона Вильц. В коммуне находится одноимённый населённый пункт.
Население составляет 4754 человек (на 2008 год), в коммуне располагаются 1826 домашних хозяйств. 
Занимает площадь 19,37 км² (по занимаемой площади 60 место из 116 коммун). Наивысшая точка коммуны над уровнем моря составляет 506 м. (23 место из 116 коммун), наименьшая 285 м. (96 место из 116 коммун).

## История
В городе Вильц известие о призыве в немецкую армию во Второй Мировой войне спровоцировало стачку, парализовавшую военно-промышленное производство в стране. Однако, немцы быстро подавили стачку и восстановили работу заводов.